# Frank Launder
Frank Launder (Hitchin, Hertfordshire, 28 de janeiro de 1906-Monte Carlo, Mónaco, 23 de fevereiro de 1997) foi um escritor, diretor de cinema e produtor britânico, que fez mais de 40 filmes, muitos deles em colaboração com Sidney Gilliat.